# Hisingen Ocidental
Hisingen Ocidental (em sueco: Västra Hisingen) foi uma das freguesias administrativas da cidade sueca de Gotemburgo no período 2011-2020. 
As "freguesias administrativas" cessaram de existir em 1 de janeiro de 2021, tendo as suas funções sido centralizadas em 6 "administrações municipais" (fackförvaltningar).

Era constituída por Biskopsgården e Torslanda, as quais substituiu em 2011, e abrangia os bairros de Arendal, Björlanda, Hjuvik, Jättesten, Nolered, Länsmansgården, Biskopsgården Setentrional, Svartedalen e Biskopsgården Meridional.